# Rotterdam Ahoy
Cet article concerne la salle omnisports de Rotterdam. Pour le terme de navigation, voir Ahoy.
Rotterdam Ahoy est une salle omnisports et événementielle néerlandaise, située à Rotterdam et d'une capacité de 16 426 places.

## Historique
La salle est inaugurée en 1970.
En 2015, elle accueille plusieurs rencontres du Championnat d'Europe féminin de volley-ball dont la finale.
Elle accueille certains matchs du Championnat d'Europe masculin de volley-ball 2019. Le 30 août 2019, les organisateurs du Concours Eurovision de la chanson annoncent que Rotterdam est désignée comme ville hôte pour la 65e édition du concours en 2020. Celle-ci est finalement annulée mais Rotterdam Ahoy accueille les demi-finales les 18 et 20 mai et la finale le 22 mai du concours en 2021.

## Événements
- 1972 puis depuis 1974 - ABN AMRO World Tennis Tournament (Tournoi de tennis de Rotterdam)
- 1997 - MTV Europe Music Awards
- Depuis 2005 - Six jours de Rotterdam
- 2006 - Enter The Time Machine, édition de l'événement gabber Nightmare
- 2007 - 5e Concours Eurovision de la chanson junior
- 2009 - Championnats du monde de judo
- Octobre 2014 - « We love Pussy lounge XXL », événement de musique électronique freestyle organisé par b2s
- 2015 - Cirque du Soleil : Quidam
- 2015 - Championnat d'Europe féminin de volley-ball
- 2021 - 65e Concours Eurovision de la chanson
- 2022 - Championnat du monde féminin de volley-ball